# Deutscher Fussball Klub
Maillots
Le Deutscher Fussball Klub est un club de football uruguayen basé à Montevideo. Le club actif entre 1896 et 1909 a aussi porté les noms de Teutonia (à partir de 1905) puis de Athletic Montevideo (à partir de 1907). Le Deutscher Fussball Klub est un des quatre clubs fondateurs de l'Asociación Uruguayana de Fútbol, la fédération uruguayenne de football.

## Histoire

### Les débuts
Le club est fondé en 1896 par des immigrants allemands. Il est avec l’Albion Football Club, le Central Uruguay Railway Cricket Club et le Uruguay Athletic Club un des quatre clubs fondateurs du championnat uruguayen en 1900. Il termine à la quatrième et dernière place du championnat. La place la plus élevée en championnat est obtenue en 1903 avec une troisième place.
En 1900, Transatlántica une entreprise ferroviaire allemande met à la disposition du club un terrain situé dans le Parc central de Montevideo. Deutscher y installe son stade, l'Estadio Gran Parque Central, et l’inaugure le 25 mai de la même année pas un match les opposant au CURCC. 

### Teutonia
Après la guerre civile de 1904, les compétitions de football reprennent en 1905. Le club se réinscrit sous le nom de Sport Club Teutonia. Le club modifie aussi ses statuts, permettant ainsi à des uruguayens à jouer dans ses rangs. Le comité directeur est composé d’allemands et d'uruguayens. En 1905 et 1906 le club termine deux fois à la quatrième place du championnat.

### Montevideo
En 1906, le club change une nouvelle fois de nom pour adopter celui de Club Atlético Montevideo. Il est composé alors très majoritairement d’uruguayens et arborent un maillot blanc à fines rayures bleues. Ses résultats en championnat ne s’améliorent pas. Il descend continuellement dans le classement jusqu’à terminer à la neuvième place en 1909, date à laquelle le club se dissous. 